# Frank Bennett
Pour les articles homonymes, voir Frank Bennett (homonymie) et Bennett.
Frank Bennett, né David Wray le 20 juin 1959 à Sydney (Australie) est un chanteur et musicien australien de jazz. Son nom de scène est inspiré de Frank Sinatra et Tony Bennett, qui demeurent ses principales influences. Il est connu pour ses nombreuses reprises en Big band de chansons telles que Creep de Radiohead, Under the Bridge des Red Hot Chili Peppers ou encore Better Man de Pearl Jam.
Son premier album, intitulé Five O'Clock Shadow paraît en 1996. Son second album, Crash Landing est réalisé deux ans plus tard, en 1998 et reprend également d'autres titres connus comme Money de Pink Floyd. En 2002, Frank Bennett forme un nouveau groupe, Big Wheel, en collaboration avec le joueur d'harmonica Jim Conway. La formation enregistre un album en 2003, intitulé Little Story.

## Discographie
- 1996 Five O'Clock Shadow
- 1998 Crash Landing
- 2003 Little Story